# Blue Islands
A Blue Islands é uma empresa aérea com sede nas ilhas de Guernsey, no Reino Unido, foi fundada em 1999 como Cocq's Airlink, mundando para seu nome atual em 2006, atualmente é subsidiária da Flybe.

## Frota
Em fevereiro de 2019:
- ATR 42-320: 1
- ATR 72-500: 5